# Sisomphone Vongpharkdy
Sisomphone Vongpharkdy (ur. 5 grudnia 1977) – laotański lekkoatleta specjalizujący się w biegach sprinterskich, trójskoku i skoku w dal, uczestnik letnich igrzysk olimpijskich.
Vongpharkdy reprezentował Laos na Letnich Igrzyskach Olimpijskich 1996 w Atlancie. Wystąpił w biegu sztafetowym 4 × 100 metrów razem z Poutavanh Phengthalangsy, Thongdy Amnouayphone i Souliyasak Ketkeolatsami. Laotańczycy zajęli ostatnie, 8. miejsce w eliminacjach z czasem 44,14 s i tym samym nie awansowali do półfinałów. Wystąpił na Igrzyskach Azjatyckich 1998 w Bangkoku, gdzie w konkurencji skoku w dal nie przebrnął eliminacji, a w trójskoku zajął 9. miejsce. Reprezentował swój kraj w Halowych Mistrzostwach Świata 1999 w Maebashi, podczas których zaliczył jedynie występ w eliminacjach w biegu na 60 m. Był chorążym reprezentacji Laosu na Letnich Igrzyskach Olimpijskich 2000 w Sydney. Brał udział tylko w biegu eliminacyjnym na 100 m, który zakończył na ostatnim, 9. miejscu z czasem 11,47 będącym jego życiowym rekordem na tym dystansie.